# Mese-Egyetem
A Mese-Egyetem a tatai Móricz Zsigmond Városi Könyvtár havonta jelentkező előadássorozata. Fő témája a mese és a hozzá kapcsolódó fogalmak.

## Története
A Mese-Egyetem 2010. október 14-én indult. Az előadássorozat Dr. Gombos Péter - a Magyar Olvasástársaság alelnöke - szakmai útmutatásai alapján zajlott. A műhelymunka során a résztvevők megismerkedhettek a meseszövés, a meseterápia alapjaival.
Előadók: Kovács Marinanna (a Magyar Olvasástársaság Tanácsának a tagja), Sándor Csilla (a Csodaceruza gyermekfolyóirat főszerkesztője), Dr. Nagy Attila (szociológus, olvasáskutató, a Magyar Olvasástársaság alapító elnöke), Dr. Pompor Zoltán (gyermekirodalom szakértő), Berg Judit (József Attila-díj as író),  Lackfi János (író, költő, műfordító, szerkesztő), Dienes Éva (gyermekkönyvtáros), Pápes Éva (meseszimbólum-fejtő), Horváthné Csapucha Klára (vizuális szakértő).
Az első sorozat egész napos szakmai nappal zárult 2011 decemberében a Fővárosi Szabó Ervin Könyvtár Sárkányos Gyermekkönyvátárában Budapesten.

## Célja
Pedagógusok, óvodapedagógusok és szülők ismereteinek bővítése a mese világáról. Nagy hangsúlyt helyez a kortárs gyermekirodalom bemutatására. Fontos szempont, hogy kapcsolatot hozzon létre a tanárok, óvónők, szülők valamint a mesét közvetítő alkotók, illusztrátorok és kiadók között. Cél a gyermekek, fiatalok olvasóvá nevelése.

## Külső hivatkozás
- Első Pesti Egyetemi Rádió felvétele a Mese Egyetem 2011. október 17-i előadásáról
- Csodaceruza – gyermekirodalmi folyóirat